# Riekenbostel
Riekenbostel è una frazione (Ortsteil) del comune di Kirchwalsede, nel land della Bassa Sassonia, in Germania.

## Storia
Già comune autonomo nel circondario di Rotenburg an der Wümme, fu soppresso e incorporato a Kirchwalsede il 1º marzo 1974.